# Rio Mutumparaná
Rio Mutumparaná är ett vattendrag i Brasilien.   Det ligger i delstaten Rondônia, i den västra delen av landet, 2 000 km väster om huvudstaden Brasília.
I omgivningarna runt Rio Mutumparaná växer i huvudsak städsegrön lövskog. Trakten runt Rio Mutumparaná är nära nog obefolkad, med mindre än två invånare per kvadratkilometer.